# Landsverk L-100

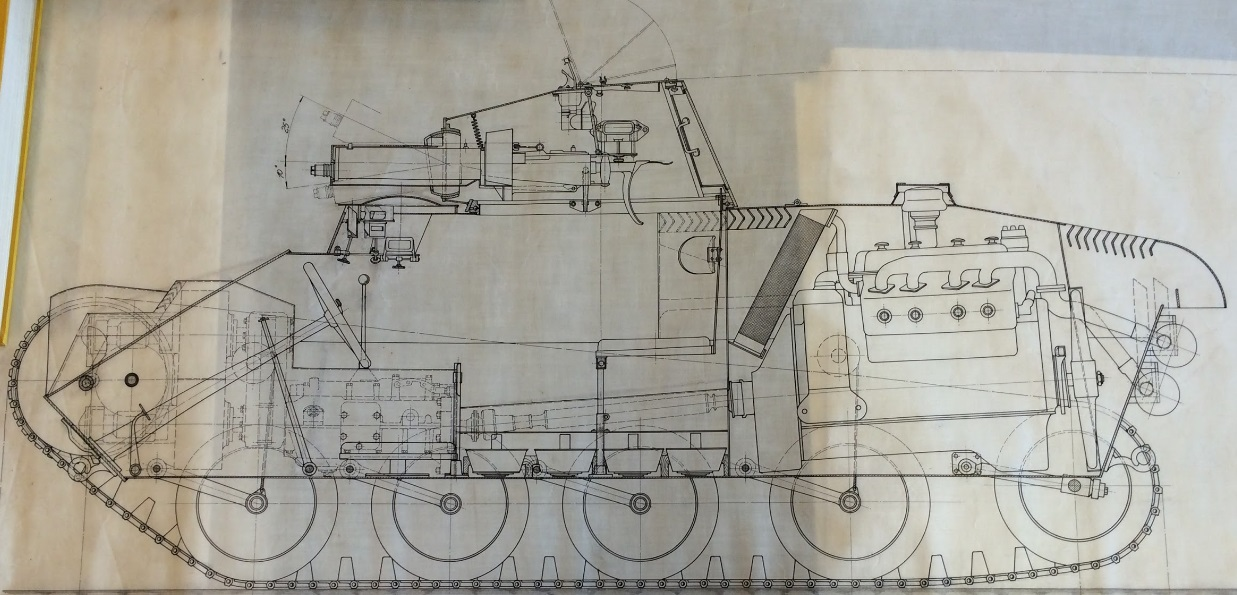

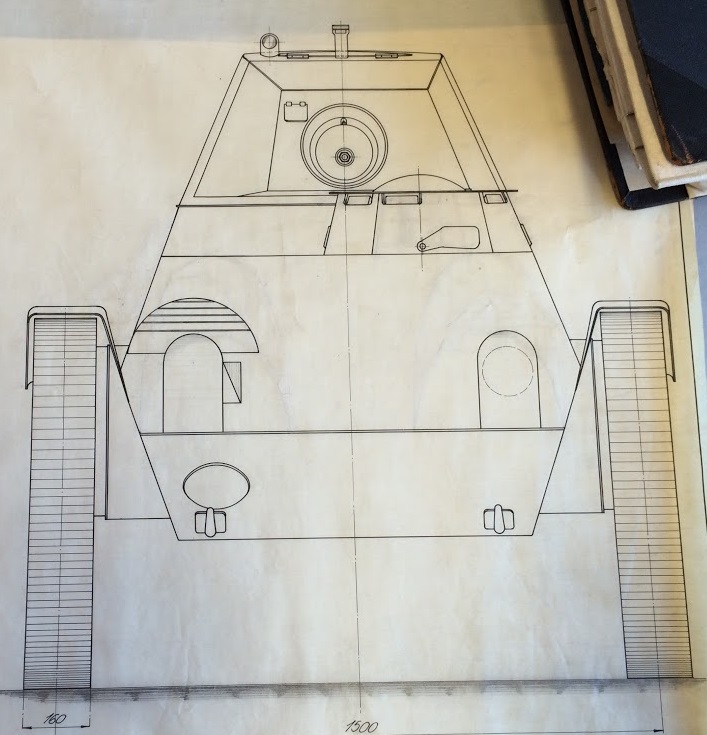
Зовнішній вигляд L-101

L-100 — шведський дослідний надлегкий танк, розроблений компанією Landsverk у 1933—34 роках. Він мав вагу всього 4,5 тонни, був озброєний одним кулеметом, максимальна швидкість становила 55 км/год. Він ніколи не надходив на озброєння шведської армії.
Існував також споріднений проєкт L-101 — надлегкий винищувач танків, озброєний 20-мм гарматою. Цей проєкт ніколи не виходив за межі креслярської дошки.